# Pogonocherus taygetanus
Pogonocherus taygetanus är en skalbaggsart som beskrevs av Maurice Pic 1903. Pogonocherus taygetanus ingår i släktet Pogonocherus och familjen långhorningar. Inga underarter finns listade i Catalogue of Life.